# Оскар Янссон
Оскар Янссон (швед. Oscar Jansson, нар. 23 грудня 1990, Еребру) — шведський футболіст, воротар клубу «Геккен». Виступав також за клуби «Еребру» і «Норрчепінг» та національну збірну Швеції.

## Клубна кар'єра
Народився 23 грудня 1990 року в місті Еребру. Вихованець юнацької команди «Карлслунд», а у січні 2007 року приєднався до академії англійського «Тоттенгем Готспур». У 2008 році, після хороших виступів у молодіжній команді, його перевели до резервного складу, а влітку того ж року він брав участь у підготовці основної команди до сезону 2008/09. Згодом він нерегулярно тренувався з командою першого дивізіону, а на початку 2009 року він сидів на лаві запасних в матчі Ліги Європи проти донецького «Шахтаря», він так і не зіграв за лондонців жодного професійного матчу. Натомість з 2009 по 2012 рік грав на правах оренди у складі англійських нижчолігових команд «Ексетер Сіті», «Нортгемптон Таун» та «Бредфорд Сіті».
У лютому вирушив на перегляд до ірландського «Шемрок Роверс», в який потім перейшов на правах оренди до літа. 2 березня 2012 року дебютував за клуб у матчі першому турі нового чемпіонату Ірландії з «Дроеда Юнайтед». Після закінчення оренди Янссон підписав із клубом повноцінний контракт до кінця сезону 2012 року. Загалом взяв участь у 36 матчах в усіх турнірах, у яких пропустив 42 м'ячі, ставши з командою віцечемпіоном Ірландії.
26 грудня 2012 року повернувся до Швеції, підписавши трирічний контракт з «Еребру». За підсумками дебютного сезону Янссон допоміг клубу з Еребру посісти другий рядок у турнірній таблиці та вийти до Аллсвенскан, де провів з командою ще сім сезонів, взявши участь у понад 200 матчах, причому в останніх чотирьох сезонах відіграв без замін.
Влітку 2020 року Янссон оголосив, що покине «Еребру» в кінці сезону заради більшого виклику і 7 січня 2021 року підписав контракт з «Норрчепінгом». Більшість часу, проведеного у складі команди, був основним голкіпером команди, зігравши у сезонах 2021, 2022 та 2023 років по 3- ігор чемпіонату, не пропустивши жодного матчу. Він також розпочав сезон 2024 року як основний воротар, проте його рішення не продовжувати контракт, термін дії якого закінчився наприкінці року, змусило клуб зосередитися на інших гравцях, через що Янссон став третім воротарем. В результаті 21 серпня 2024 року він покинув команду, щоб підписати короткочасний контракт з «Юргорденом», де боровся за місце в стартовому складі з іншим воротарем Якобом Рінне, якого також підписали в серпні. Програвши конкуренцію, наприкінці 2024 року його контракт, що закінчувався, не був продовжений.
У лютому 2025 року він підписав річний контракт з «Геккеном» у складі якого вже були воротарі Андреас Лінде та Петер Абрагамссон, а згодом з'явився ще албанський голкіпер Етріт Беріша, який і став основним воротарем. У статусі запасного воротаря Янссон того року виграв свій перший трофей у кар'єрі, Кубок Швеції, 
7 січня 2021 року підписав контракт з  «Норрчепінгом» та «Юргорден».
До складу клубу «Геккен» приєднався 2025 року. Станом на 27 червня 2025 року відіграв за команду з Гетеборга 4 матчі в національному чемпіонаті.

## Виступи за збірні
2005 року дебютував у складі юнацької збірної Швеції (U-17), загалом на юнацькому рівні взяв участь у 15 іграх, пропустивши 2 голи.
Протягом 2009—2011 років залучався до складу молодіжної збірної Швеції. На молодіжному рівні зіграв у 2 офіційних матчах, пропустив 3 голи.
21 січня 2014 року дебютував в офіційних матчах у складі національної збірної Швеції (складалася переважно з гравців, які грали у скандинавських лігах) в товариській грі з Ісландією (2:0), вийшовши у стартовому складі та поступившись місцем у воротах у другому таймі Давіду Мітов-Нільсону.

## Титули і досягнення
- Володар Кубка Швеції (1):

«Геккен»: 2024/25